# Carolyn Tanner Irish
Carolyn Tanner Irish (* 14. April 1940 in Salt Lake City, Utah als Carolyn Tanner; † 29. Juni 2021 ebenda) war eine US-amerikanische Geistliche.  Von 1996 bis 2010 amtierte sie als Bischöfin in der Episcopal Diocese of Utah der Episkopalkirche der Vereinigten Staaten von Amerika.

## Leben
Irish, eine Tochter des Professors und Unternehmers Obert Clark Tanner, wuchs in einer Familie auf, die der Kirche Jesu Christi der Heiligen der Letzten Tage angehörte. Sie wurde in dieser Kirche getauft, hatte als junge Erwachsene aber keinen Kontakt mehr zu ihr. Ihr Studium der Philosophie an der Stanford University, an der University of Michigan und an der Universität Oxford schloss sie 1968 mit dem Grad eines Master of Letters ab. Erst 1975 schloss sie sich der Episkopalkirche an und begann 1979 am Virginia Theological Seminar ein Studium der anglikanischen Theologie, das sie 1983 mit dem Grad eines Master of Divinity abschloss. Im selben Jahr wurde sie zur Diakonin und 1984 zur Priesterin geweiht. Nach Tätigkeiten in Washington, D.C., Virginia und Michigan war Irish von 1996 bis 2010 Bischöfin des Bistums Utah der Episkopalkirche der Vereinigten Staaten von Amerika.
Von 1960 bis 1988 war sie mit Leon E. Irish, ab 2001 mit Frederick Quinn verheiratet.